# Amtsgericht Radeburg
Das Amtsgericht Radeburg war ein Gericht der ordentlichen Gerichtsbarkeit und ein Amtsgericht in Sachsen mit Sitz in Radeburg.

## Geschichte
In Radeburg bestand bis 1879 das Gerichtsamt Radeburg als Eingangsgericht. Im Rahmen der Reichsjustizgesetze wurden 1879 im Königreich Sachsen die Gerichtsämter aufgehoben und Amtsgerichte, darunter das Amtsgericht Radeburg, geschaffen. Der Gerichtssprengel umfasste Radeburg, Bärnsdorf, Bärwalde, Beiersdorf, Berbisdorf mit neuem Anbau, Boden, Cunnertswalde, Cunnersdorf bei Radeburg, Dobra, Ermendorf, Freitelsdorf, Großdittmannsdorf, Kleinnaundorf, Lauterbach, Lötzschen, Marschau, Marsdorf, Medingen mit Hufen, Naunhof mit Schönbergshäusern, Neuer Anbau, Niederebersbach, Niederrödern mit Rittergut Rödern, Oberebersbach mit Mittelebersbach, Oberrödern, Sacka, Steinbach, Stölpchen, Tauscha mit Anbau, Volkersdorf, Welxande, Würschnitz und Zschorna. Das Amtsgericht Radeburg war eines von 14 Amtsgerichten im Bezirk des Landgerichtes Dresden. Der Amtsgerichtsbezirk umfasste danach 11.282 Einwohner. Das Gericht hatte damals eine Richterstelle und war ein kleines Amtsgericht im Landgerichtsbezirk.
Im Jahre 1952 wurde das Amtsgericht Radeburg in der DDR aufgehoben und an seiner Stelle das Kreisgericht Dresden-Land errichtet. Gerichtssprengel war nur der Kreis Dresden-Land.

## Gerichtsgebäude

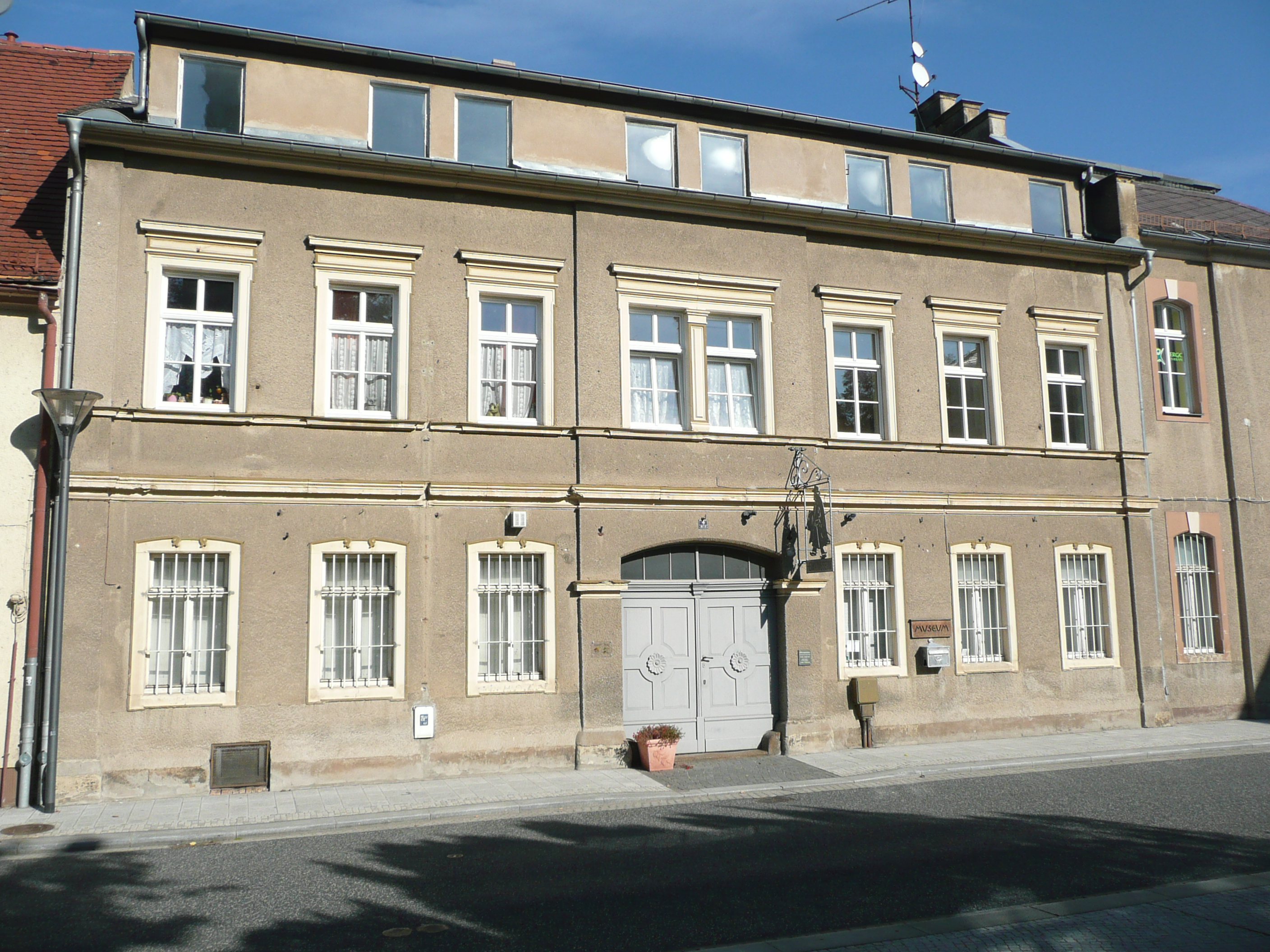
Ehem. Gerichtsgebäude (2015)

Das Amtsgericht nutzte das um 1850 erbaute Gebäude des Gerichtsamtes (Heinrich-Zille-Straße 9). Das Hauptgebäude, ein gründerzeitlich-klassizistischer Putzbau mit einfacher mittenbetonter Fassadengliederung, im Risalit Tordurchfahrt ist baugeschichtlich und ortsgeschichtlich von Bedeutung und steht daher unter Denkmalschutz. Es wird heute als Zille-Museum genutzt.